# Шляпа
Шля́па (уменьш. шляпка) — головной убор, состоящий из двух частей:
- тулья́ — часть, покрывающая голову;
- поля  — выступающая за края тульи полоса материала для защиты лица, плеч, шеи от солнца, ветра и атмосферных осадков.

Первоначально шляпа была исключительно мужским головным убором, позже войдя в женский и детский гардероб. Как и любой головной убор, шляпа несёт в себе несколько функций — как и в качестве средства защиты головы и волос от непогоды, так и декоративную. Шляпы могут украшаться перьями, чучелами мелких животных, лентами и тому подобными разнообразными аксессуарами.
Ремесленник, изготовляющий шляпы — шляпник. Также это слово используется в значении «футляр, коробка для шляпы».
В определенные исторические эпохи у ряда народов шляпа, как и другие элементы одежды, выполняла социальную функцию идентификации, указывая на принадлежность ее хозяина к тому или иному сословию, профессиональному цеху или образу жизни. Отсюда появились такие понятия, как рыбацкая и пастушеская шляпа, цилиндр трубочиста, канотье гондольера, ковбойская шляпа и другие.

## История
Шляпа как головной убор известна издревле. Так, в Древней Греции и Риме (помимо римлян, также у этрусков и умбров) носили войлочную шляпу петас/пилеус (др.-греч. πέτασος, лат. pileus, pilleus), бывшую как и широкополой, так и вовсе без полей. Эта шляпа главным образом употреблялась простолюдинами (в частности, моряками и рыбаками); представители более высших сословий надевали её в дорогу.
С появлением в XVI—XVII вв. в Европе регулярных ВС — армии и флота — шляпа наряду с другими головными уборами стала элементом военного обмундирования. Форменная шляпа в те годы (в частности, во время тридцатилетней войны) была мягкой, изготавливалась из войлока (поярка или фетра), обладала круглой тульёй и широкими полями, пригибавшимися к тулье различным образом. Из военной формы шляпа перекочевала в гардероб «гражданских». Широкополые шляпы того времени украшались одним или двумя перьями, женщины носили поярковые шляпы с загнутым полем и украшенную перьями. Примерно в середине XVII века поярковая шляпа приобрела твёрдую форму и тёмный цвет. Приблизительно с 1670 года получила распространение треуголка — шляпа, три угла полей которой пригибались к тулье, за что и получила название. Треуголка в вооружённых силах различных государств мира украшалась галунами, кистями, плюмажем, перьями, султанами, бантами, кокардами и петлицами. В XVIII веке, в связи с распространением пудренных париков, шляпу из-за пудры носили под мышкой, вместо перьев треуголка украшалась по краям позументом.
В Россию шляпы проникли в XVII веке, а уже в следующем столетии стали общераспространёнными, как и в городе, так и на селе. Оформились традиционные русские фасоны шляп, носившихся крестьянами и простыми горожанами, в ряде мест возник промысел изготовления шляп. Однако с повсеместным распространением картузов в середине-конце XIX века традиционные шляпы стали терять популярность, и к началу XX века промысел их изготовления сошёл на нет. 

## Виды и типы
Существовали и существуют следующие виды и типы шляп:
- мужская;
- женская;
- унисекс;
- кожаная[2];
- бумажная[2];
- валяная[2];
- поярковая[2];
- соломенная[2];
- и другие.

## Нормы этикета
- В придворном этикете царствующих особ существовала норма: при появлении короля/королевы все присутствующие снимают шляпы; находиться в шляпе в любом обществе — привилегия короля
- При входе в жилое помещение мужчина обязан снять головной убор

- Европейский этикет позволяет дамам не снимать головной убор в помещении, если только этого не захочет его владелица
- Из наставления молодым дворянам:

«Также, встретив знакомого, за три шага должен шляпу приятным образом снять, а не мимо прошедши и назад оглядываясь, приветствовать его. Ибо вежливым быть на словах, а шляпу держать в руках не избыточно, а похвалы достойно»
 «Юности честное зерцало». Россия, XVIII век
- В западных обществах XIX — начала XX веков приподнимание шляпы было обычным невербальным приветствием между друзьями или знакомыми во время прогулки или общественного мероприятия. Встретив малознакомого человека, можно было лишь коснуться пальцами края шляпы

- Неписаная норма: при входе в ворота Московского Кремля мужчина должен обнажить голову[источник не указан 260 дней]

- В культуре ряда штатов в США существует неписаная норма: мужчина может находиться в шляпе при посещении бара, закусочной или недорогого ресторана; этот обычай отчетливо прослеживается в кинофильмах, посвященных истории освоения Дикого Запада.

## Разновидности шляп
| Фото | Название                     | Описание |
| ---- | ---------------------------- | --- |
|      | Акубра                       | Австралийская мужская шляпа каскада. Имеется и другой вид — Тобаранетели                                                                                       |
|      | Галеро                       | Очень большая плоская красная шляпа с широкими полями, с которого по сторонам свисают по 15 кисточек, также является геральдическим отличием сана кардинала.   |
|      | Кучерская или прямая         | Мужская шляпа с округлой тульёй без изломов и обычно с прямыми полями.                                                                                         |
|      | Котелок                      | Мужская шляпа с округлой тульёй без изломов и обычно подогнутыми вверх полями.                                                                                 |
|      | Фетровая шляпа (федора)      | Мужская шляпа, популярная в первой половине XX века. |
|      | Канотье                      | Невысокая цилиндрическая соломенная шляпа с плоским верхом, узкими твёрдыми полями и чёрной лентой.                                                            |
|      | Ковбойская шляпа             | Высокая мужская шляпа из фетра или кожи, с загнутыми по бокам полями. Иногда снабжается хлястиком.                                                             |
|      | Цилиндр                      | Высокая шляпа с тульёй в форме цилиндра. |
|      | Шапокляк                     | Складная шляпа-цилиндр, ныне используется только цирковыми артистами.                                                                                          |
|      | Шуте                         | Женская шляпа-цилиндр. |
|      | Боливар                      | Широкополая шляпа-цилиндр. |
|      | Валлийская шляпа             | Женская шляпа-цилиндр, предмет валлийского народного костюма.                                                                                                  |
|      | Панама                       | Мягкая шляпа из лёгкой ткани или соломы, предохраняющая голову от солнечных лучей. Национальный головной убор Эквадора                                         |
|      | Треуголка                    | Шляпа с загнутыми вверх треугольными полями. |
|      | Двууголка                    | Двурогая шляпа, пришедшая на смену треуголке в конце XVIII века.                                                                                               |
|      | Конфедератка                 | Четырехугольная шляпа без полей с кисточкой. Позже национальный польский головной убор с четырёхугольным верхом.                                               |
|      | «Свиной пирог»               | Шляпа с короткими полями и низкой цилиндрической тульёй. Носилась представителями некоторых субкультур в 1960—1970-е.                                          |
|      | Кордовская шляпа             | Мужская широкополая шляпа с низкой тульей, атрибут народного костюма Андалузии (Испания).                                                                      |
|      | Трильби                      | Мягкая мужская шляпа. |
|      | Шляпа Шерлока Холмса         | Мужская шляпа охотника на оленей с двумя козырьками, спереди и сзади.                                                                                          |
|      | Хомбург                      | Популярный в середине XX века фасон мужской фетровой шляпы. |
|      | Клош                         | Дамская шляпка в форме колокольчика, была в моде в 1920-е года.                                                                                                |
|      | Петас                        | Шляпа для защиты от солнца с широкими и гибкими полями, распространённая в Древней Греции.                                                                     |
|      | Таблетка                     | Небольшая, невысокая круглая шляпка без полей с плоской тульёй.                                                                                                |
|      | Сомбреро                     | Традиционная испанская, португальская и мексиканская соломенная шляпа.                                                                                         |
|      | Брыль                        | Традиционная соломенная шляпа восточных славян, в основном в Беларуси и Украине.                                                                               |
|      | Тирольская шляпа, тиролька   | Традиционная фетровая или валяная шляпа тирольцев, австрийцев, швейцаров, швабов и баварцев. Как правило, украшается перьями и кисточками из медвежьей шерсти. |
|      | Гречневик, грешневик         | Традиционная русская валяная шляпа цилиндрической формы. Могла украшаться ремешком или бечёвкой.                                                               |
|      | Пэлэрие                      | Традиционная соломенная, фетровая или валяная шляпа молдаван и румын.                                                                                          |
|      | Клоп                         | Традиционная шляпа румын Трансильвании и Марамуреша. |
|      | Шпилек простой или бурлацкая | Русская шляпа средней высоты с полями. |

## Шляпа в идиоматике
С данным головным убором в русском языке связаны следующие устойчивые выражения:
- «Шляпочное знакомство» — неблизкое знакомство или здравствуй да прощай (малоупотребимо, обычно «шапочное знакомство»).
- «Греха шляпой не покроешь.»
- «Он любит под шляпки заглядывать.»
- «Прошляпить» — упустить возможность.
- «Снимать шляпу» — выражать уважение.
- «Без штанов, а в шляпе» — о человеке, нарушающем последовательность действий.
- «Шляпа» — о человеке, упустившем какую-то возможность; так называют наивного человека, упускающего практическую выгоду.
- «Шляпа» — о вещи, которая плохо сделана или не качественная.
- Также употребляется в значении неудачи («ну как на охоту сходил? — да шляпа полная, ушёл олень»).
- «Дело в шляпе, от жеребья» — то есть дело слажено, готово, кончено.
- «Дело в шляпе» — дело сделано.